# 20102 Takasago
20102 Takasago este un asteroid din centura principală, descoperit pe 31 ianuarie 1995, de Tsutomu Seki.